# Циатея
Циатея (лат. Cyathea) — род папоротников семейства Циатейные (Cyatheaceae).

## Виды
По информации базы данных The Plant List (на июль 2016) род включает 320 видов.
Статус следующих видов на данный момент не определён:
- Cyathea brownii Domin (1929) — Циатея Брауна
- Cyathea dealbata (G. Forster) Swartz — Циатея серебристая